# Часи
Часи — у православ'ї це чотири відносно короткі служби денного циклу, які відбуваються відповідно до певних годин. Ці служби, разом з іншими службами денного циклу, описані в Часослові. Свої назви отримали через обчислення часу в стародавньому Ізраїлі.
- 1-й час — початок дня (6:00 ранку). Згадується взяття Христа під варту в Гетсиманському саду, синедріон, страждання, побиття Спасителя фарисейськими слугами, суд у Пілата і несправедливий смертний вирок.
- 3-тій час — середина ранку (9:00). Присвячений зішестю Святого Духа на Богородицю і апостолів а також хресному шляху на Голгофу.
- 6-й час — полудень (12:00). Присвячений розп'яттю Ісуса Христа.
- 9-й час — післяобідній час (15:00). Присвячений смерті Христа.[2]

Оскільки пам'яті богослужбових годин з'єднані зі Страстями Христовими, у них не буває співу, тільки читання, яке менш урочисте і скорботніше.
Можуть бути частинами інших служб. Зокрема Літургії передосвячених дарів передують 3-ій, 6-ий, 9-ий часи.